# Hanno Essén
Hanno Essén, född 27 september 1948, är docent i teoretisk fysik vid Stockholms universitet, universitetslektor i mekanik vid KTH samt var ordförande i Föreningen Vetenskap och Folkbildning 2008–2011.

## Biografi
Hanno Essén disputerade vid Stockholms universitet 1979. Avhandlingen hade titeln Topics in Molecular Mechanics och berörde de approximativa separationerna av kärn- och elektronrörelse och av vibrations- och rotationsrörelse i molekyler. Efter disputationen fortsattes forskningen som postdoc i Oxford University, England, ett år, och därpå två år vid McMaster University i Hamilton, Kanada. Efter några år som vikarierande lektor vid Fysikum, Stockholms universitet och vid Kvantkemi, Uppsala universitet, fick Essén tills vidare anställning som lektor vid Mekanik, Kungliga tekniska högskolan, 1988. Tjänsten har i stort sett varit likfördelad mellan forskning, undervisning och studierektorsarbete. Forskningen har i huvudsak bedrivits med fakultetsmedel, bara tidvis med externa anslag. Sedan 2006 är Essén medlem av redaktionskommittén för European Journal of Physics.
Efter disputationen har Esséns forskning handlat om många olika ämnen. Mångelektronproblemet dominerade i början. Allmän relativitetsteori, elektromagnetism och klassisk mekanik har senare blivit huvudteman. Sedan 1995 har forskningen koncentrerat sig på fysiken för system där många laddade partiklar är i rörelse: metaller och plasmor. I strid med den gängse uppfattningen anser Essén att fasövergången till supraledning beror på en magnetisk växelverkan som gittersvängningar vid högre temperaturer förstör. En annan lite kontroversiell tes som drivs av Essén är att plasmor även i termisk jämvikt genererar strukturer av strömmar och magnetfält. Dessa fenomen anses normalt vara resultatet av avvikelse från jämvikt. De båda problemkomplexen är intimt förknippade med den dåligt förstådda magnetiska växelverkningsenergin vars principiella egenskaper Essén ägnat mycket uppmärksamhet i sina arbeten.

### Vetenskap och Folkbildning
Essén har under många år varit engagerad i föreningen Vetenskap och Folkbildning, och var dess ordförande mellan 2008 och 2011. Han har i många sammanhang påtalat anordningar och behandlingar som saknar påvisad evidens.